# فضل عباس
فضل حسن عباس (1932- 2011 م)، أحد أبرز علماء السنة في الأردن وأحد العلماء المعدودين في علوم التفسير وعلوم اللغة والبلاغة، عرفه الناس من خلال كتبه ودروسه ومحاضراته في حلقات العلم وفي المساجد وفي المنتديات العلمية، وعرفه طلاب العلم في رحاب المعاهد العلمية والجامعات، برز الدكتور فضل عباس كأحد أهم علماء التفسير والتلاوة وكان ذلك في السبعينات حين سجلت له الإذاعة الأردنية 400 حلقة إذاعية في تلاوة وتفسير القرآن الكريم كاملاً، كانت باكورة مسيرته العلمية التي أثمرت فيما بعد نتاجاً كبيراً وهاماً من المؤلفات والنظرات الجديدة في تفسير القرآن الكريم.

## مولده ونشأته
ولد أبو محمد فضل حسن عباس سنة 1932م في بلدة صفورية في فلسطين، ونشأ على العلم منذ صغره، فقد كان بيت والده مكاناً للعلماء الذين يرسلهم خاله الشيخ يوسف عبد الرزاق المدرس بكلية أصول الدين في الأزهر، وكان رجلاً صالحاً حيث أثنى عليه محمد زاهد الكوثري. أتم فضل عباس حفظ القرآن الكريم في بلدته وهو ابن عشر سنين، ثم حفظ من المتون العلمية: متن الغاية والتقريب في الفقه الشافعي، ومتن الرحبية في الفرائض، وجوهرة التوحيد في العقائد، والألفية، لابن مالك.

## تحصيله العلمي
انتقل بعد ذلك إلى الدراسة في عكا، ودرس في المدرسة الأحمدية بمسجد الجزار وبقي فيها بين عامي 1946م، و 1947م. وبعد ذلك قرر التوجه إلى مصر عام 1948م ودخل المرحلة الثانوية فيها. بعد ذلك نجح في دخول كلية أصول الدين في الأزهر وتخرج فيها سنة 1952م وكان عمره آنذاك عشرين سنة، فكان أصغر طالب يتخرج فيها.
حصل على درجة الدكتوراه من الأزهر سنة 1972م، وكانت رسالته بعنوان «اتجاهات التفسير في مصر والشام».

## مشايخه
- يوسف عبد الرزاق، خاله.
- محمد سليمان الشندويلي شيخ قرَّاء مسجد الحسين في القاهرة.
- محمد عبد الله دراز.
- محمد يوسف موسى.
- محمود الغنيمي.
- محمد الأودن.
- إبراهيم زيدان.
- محمد البيصار، شيخ الجامع الأزهر.
- عبد الحليم محمود.
- محمد عبد الله ماضي.

## من تلاميذه
- د مصطفى المشني
- د. سليمان الدقور
- د علي علان
- د منصور أبو زينة
- د عبد الناصر أبو البصل
- النائب السابق د. محمد الحاج
- جمال أبو حسان
- محمد أحمد الخطيب
- جهاد نصيرات
- راجح الكردي
- د أحمد نوفل
- د نداء زقزوق
- الشيخ علي هاني
- د. محمد الجمل
- النائب د.أحمد الرقب

## عمله الدعوي
بقي الشيخ في مصر إلى سنة 1953م حين جاءه نبأ وفاة والده في لبنان فرحل إليها وبقي فيها سنة دون عمل، إلى أن وجد عملاً في صيدا في الأوقاف، فعمل فيها حتى سنة 1956م، وعمل بعد ذلك مع المفتي محمد أمين الحسيني حتى سنة 1965م.
بعد تلك السنين رحل الشيخ فضل عباس إلى الأردن ليعمل واعظاً في عمّان سنة 1965م، ثم عيّن مدرساً في كلية الشريعة سنة 1966م، حيث أسند إليه علوم التفسير والحديث والتوحيد واللغة العربية وتلاوة القرآن الكريم.
انتقل بعد ذلك إلى الإمارات ليعمل هناك بين عامي 1975م و 1978م ليعود بعد ذلك مدرساً في كلية الشريعة في الجامعة الأردنية حيث شغل منصب رئيس قسم أصول الدين لفترة طويلة. وبقي في الأردن يلقي الدروس المختلفة في بيته وفي الإذاعات لحين وفاته في 9 شباط سنة 2011.

## مؤلفاته

### في علوم القرآن الكريم
- إعجاز القرآن الكريم.
- القصص القرآني، إيحاؤه ونفحاته.
- قصص القرآن الكريم، صدق حدث وسمو هدف.
- لطائف المنان وروائع البيان في دعوى الزيادة في القرآن.
- قضايا قرآنية في الموسوعة البريطانية، نقض مطاعن ورد شبهات.
- إتقان البرهان في علوم القرآن، في مجلدين.
- إتجاهات التفسير ومناهج المفسرين في العصر الحديث.
- الدكتورة بنت الشاطئ والبيان القرآني.
- الكلمة القرآنية وأثرها في الدراسات اللغوية.
- بيان إعجاز القرآن للخطابي، تحليل ومقارنة ونقد.
- قضية الزوائد في كتاب الله.
- قضية التكرار في كتاب الله.
- شبهات حول نشأة التفسير.
- شبهات حول القراءات القرآنية.
- النكت في إعجاز القرآن للرماني، تحليل ومقارنة ونقد.
- مفردات القرآن الكريم مظهر من مظاهر إعجازه.

### في علوم البلاغة
- البلاغة، فنونها وأفنانها:

أ- علم المعاني
ب- البيان والبديع
ج- بلاغتنا المفترى عليها بين الأصالة والتبعية.
- -«أساليب البيان» وهو اختصار لكتابي أ-علم المعاني ب- علم البيان والبديع، وهو مقرر دراسي في جامعتي اليرموك والأردنية وجامعة طيبة والدكتور محمد الجمل هو الذي اختصر علم المعاني فيه إلى صفحة 207، وأكمل الدكتور فضل حسن عباس بقية الكتاب وهو علم البيان والبديع.
- القراءات القرآنية من الوجهة البلاغية.

### في الفقه
- فقهنا بين التوسط والتسلط.
- أنوار المشكاة في أحكام الزكاة.
- التوضيح في صلاتي التراويح والتسابيح.
- البيان والإتحاف في أحكام الصيام والاعتكاف.
- المنهاج، نفحات من الإسراء والمعراج.
- خماسيات مختارة في تهذيب النفس الأمارة.

## مؤسسات ومراكز علمية باسمه
أسس تلاميذ الشيخ مركزاً علمياً دوليا في الأردن يحمل اسمه ويتبع لجمعية المحافظة على القرآن الكريم يسعى هذا المركز لتخليد اسم الشيخ ونشر علمه وكتبه وتبني الدراسات حوله ونشر العلم الشرعي خصوصا في مجال التفسير وعلوم القرآن واللغة، ويحرص المجلس العلمي القائم عليه والمشكل من خاصة تلاميذه كالدكتورة سناء فضل عباس (ابنة الشيخ) والدكتور محمد الجمل والدكتور سليمان الدقور والدكتور أحمد شكري وأحمد الرقب ومنصور أبو زينة وبهاء البستنجي وعلي علان وغيرهم على أن يكون مركزا عالميا مميزا في الدراسات القرآنية.
كما قام الدكتور محمد الجوراني بكتابة رسالته في الدكتوراه في الجامعة الإسلامية العالمية في الأردن حول جهود الشيخ العلامة فضل عباس في التفسير.

## قالوا عنه

جنازة الشيخ فضل عباس في مسجد الزميلي وقد صلى عليه آلاف الأردنيين

- جمال أبو حسان، أستاذ في جامعة الزرقاء الأهلية: «هو مولانا العلامة صاحب الفضائل المتعددة والخيرات الكثيرة، والمواقف الرجولية القوية، وحسبه من الفضل أنه لم يلوّث لسانه بالثناء على فاسق».
- أمجد سعادة، أستاذ في الجامعة الأردنية: «لله در العالم الفضل الذي ملأ الدنيا علمًا وفضلاً، مفسرًا فقيهًا لغويًا أديبًا أريبًا، نشهد له بالعلم والعبادة والعمل والخلق، وندعو له بالرحمة والمغفرة والعفو وعلو الدرجة، ونشهد أنه كان له لسان صدق وحق ولا تأخذه في الله لومة لائم ولا يجامل في العلم أحدًا، رحمك الله يا شيخ الشيوخ ويا أستاذ الأستاذين ويا عالم الدنيا والدين».
- همام سعيد، المراقب العام للأخوان المسلمين: «مواقفه في قول الحق مشهودة، وكان صاحب فكر إسلامي عميق».[2]
- سالم الفلاحات: «سقط في الأردن جدار عظيم بموت العالم العامل الشيخ نوح القضاة، وسقط جدار اليوم بموت العالم العامل القرآني الحافظ الثقة فضل حسن عباس أبو محمد رحمهما الله جميعا.».[3]
- صلاح الخالدي: «الشيخ فضل كان من كبار العلماء، وهو عالم التفسير رقم واحد في الأردن وبلاد الشام. وله من إسمه نصيب، فله فضل كبير على الطلاب والأساتذة والجامعات والعلماء والدعاة. كان رجلاً قرآنياً، عاش عمره مع القرآن تلاوة وتفسيراً وتعلّماً وتعليماً، وحينما كان يقرأ القرآن تشعر بتفاعله معه وأنه كان يقرأه بقلبه وكيانه. لقد كان يحمل دعوة القرآن، ويحب أحباب القرآن، ويكره أعداء القرآن. وأنا أوقن أنه لن يحل أحد محلّه».[2]
- عبد الناصر موسى أبو البصل، رئيس جامعة العلوم الإسلامية العالمية: «كان من البقية الباقية من جيل العلماء الراسخين في العلم الذين متّعهم الله بالثبت العلمي، والتواضع الجم، والزهد في الدنيا، ومن جالسه شعر بأنه حقًا من جيل نترحم على علمه وزمانه. فكم من جيل تخرج على يديه؟ وكم له من دعوات إلى الخير استفاد منها المدعوون؟ وكم له من منهج علمي محكم سار على نهجه من تتلمذوا على يديه فصاروا من علماء الأمة المرموقين؟ وكيف لا؟ وهو من كبار خريجي علماء الأزهر النبهاء».[4]
- عبد الملك السعدي: «في شهر ميلاد أفضل مخلوق عند الله شهر ربيع الأول يهوى من سماء العالم الإسلامي بصورة عامة والأردن بصورة خاصة عَلَمٌ من أعلام العلم والشريعة والمسلمين والأخلاق والتقوى، مَن أفقده الله بصره وعوَّضه بالبصيرة ذلك العَلَمُ والعَلامةُ والمُفسِّر المُربي التقي الثبت الشيخ الأستاذ الدكتور (فضل حسن عباس) صاحب المؤلَّفات والمصنَّفات، مأوى طلبة العلم ومرجع المستفتين، مَن يستقبلهم بقلبه قبل داره ومنزله».[5]

## وفاته
توفي يوم 6 ربيع الأول من عام 1432 هـ الموافق 9 شباط سنة 2011م عن عمر يناهز 79 سنة، حيث كان متوجهًا إلى مكة المكرمة لأداء العمرة، فوافته المنية قبل خروجه إلى المطار. وصُلّي عليه في مسجد الزميلي في منطقة الجاردنز في عمان بعد صلاة ظهر يوم 10 شباط ودفن في المقبرة الإسلامية في سحاب بعد أن شيّعه آلاف من الأردنيين.